# Site d’interprétation de la culture Micmac de Gespeg
Die Site d’interprétation de la culture Micmac de Gespeg ist ein kanadisches Museum zur Kultur der Mi’kmaq im Süden Québecs, das sich in Pointe-Navarre auf der Gaspésie-Halbinsel befindet. Das Freilichtmuseum, das versucht, das Leben der Bewohner um 1675 zu rekonstruieren, befindet sich in 783, Boulevard Pointe-Navarre gegenüber der Kirche Notre Dame des Douleurs. Daneben wird in einem eigenen Gebäude das heutige Handwerk ausgestellt.
Um 1675 begann Chrestien Le Clercq (1655 – nach 1700) aus Flandern bei den örtlichen Mi’kmaq, der heutigen Nation Micmac de Gespeg, zu missionieren. Le Clercq war ein Angehöriger der Franziskaner-Rekollekten, eines reformierten Zweiges der Franziskaner, der 1592 gegründet worden war.